# Visconde de Guedes Teixeira
Visconde de Guedes Teixeira é um título nobiliárquico criado por D. Luís I de Portugal, por Decreto de 23 de Janeiro de 1874, em favor de José Augusto Guedes Teixeira.
Titulares
1. José Augusto Guedes Teixeira, 1.º Visconde de Guedes Teixeira.